# Bud Freeman
Lawrence Bud Freeman  (Chicago, Illinois, 13 de abril de 1906-15 de marzo de 1991) fue un saxofonista, clarinetista y compositor de jazz.

## Historial
Debutó en 1923, tocando con Frank Teschemacher y Jimmy McPartland. Realizará después giras con Art Kassel (1926) y Ben Pollack (1927), con quien marchó a Nueva York, donde también tocará con Red Nichols. En los años 1930 formará parte de las big bands de Ray Noble (1935), Tommy Dorsey (1936-37) y Benny Goodman (1938), antes de montar su propia banda, "Summa cum Laude Orchestra". Tras la Gran Guerra, tocará en pequeños grupos liderados por músicos como Eddie Condon, y permanecerá unos años con su trío en Chile, Perú y Brasil. 
Entre 1952 y 1953, estuvo en Santiago de Chile, y formó un quinteto con músicos locales: Giovanni Cultrera (piano), José Luís Córdova (batería), Arturo Ravello (contrabajo) y Francisco Blancheteau (guitarra), con los que se presentó durante  enero y febrero de  1953 en el Hotel Carrera, acontecimiento importante para los aficionado al Jazz.
Tocará, ya a finales de los años 1950, con Lennie Tristano y comienza a pasar largas temporadas en Inglaterra y Francia. En los años 1980 se instala nuevamente en Chicago.

## Estilo

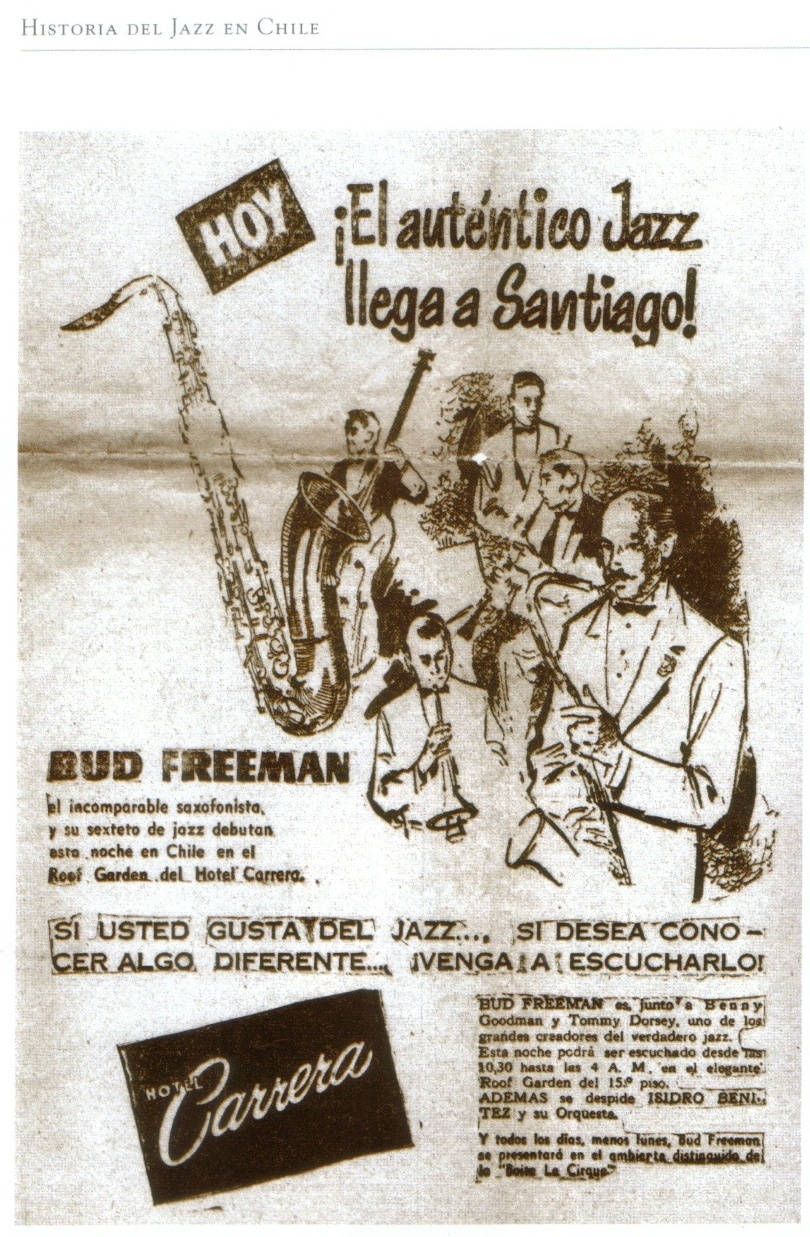
Afiche de Bud Freeman para una de sus presentaciones durante su estadía en Chile.

Freeman fue uno de los primeros saxofonistas tenores en escapar a la fuerte influencia de Coleman Hawkins, desarrollando su estilo a partir del papel que el saxo tuvo en las bandas de Hot de Chicago, sustituyendo al trombón, con un fraseo anguloso, casi sin vibrato, muy a menudo tocando en staccato. Su estilo no se modificó con el tiempo, a pesar de los cambios que se produjeron en el instrumento a partir de Lester Young.
Escribió además dos obras de memorias, "You don't look like a musician" (1974) y "If you know of a better life" (1976), además de una autobiografía, "Crazeology" (1989), con Robert Wolf.